# Altaf Hussain
Altaf Hussain (* 17. September 1953 in Karatschi) ist ein pakistanischer  Politiker und Gründer der liberalen Partei Muttahida-Qaumi-Bewegung (MQM). Er flüchtete 1992 aus Pakistan und lebt seither in England. 2015 wurde er vom Anti-Terror-Gerichtshof Pakistans wegen Mordes, gezielten Tötens, Verrats, Aufstachelung zu Gewalt und Hassreden verurteilt.

## Leben
Altaf Hussains Eltern lebten vor der Teilung Indiens  in Uttar Pradesh. Sein Vater arbeitete bei der Indischen Eisenbahngesellschaft. Altaf Hussain hat vier Schwestern und sechs Brüder. Die Familie von Altaf Hussain wanderte nach der Unabhängigkeit Pakistans 1947 als Muhadschir (islamische Flüchtlinge) nach Karatschi ein. Dort erhielten sie eine Unterkunft, die für  speziell für Muhadschir bestimmt war. 
1970 führte der pakistanische Präsident Yahya Khan  das National Service Cadet Scheme (NSCS) ein. Das Programm war für Absolventen der 13. Klasse gedacht. Altaf Hussain nutzte das Programm und trat in die Armee ein. Er erhielt ein umfangreiches Training. Nach Ende des Bangladesch-Krieges wollte Altaf Hussain der pakistanischen Armee regulär beitreten. Er wurde jedoch auf Grund seiner Herkunft als Muhadschir abgelehnt.
Altaf Hussain machte 1979 seinen Bachelor in Pharmazie an der Universität Karatschi. Anschließend arbeitete er als Trainee und für ein international tätiges pharmazeutisches Unternehmen.
Seine Ablehnung für den Dienst in der pakistanischen Armee wegen seiner Herkunft als Muhadschir beeinflusste die politische Ausrichtung von Altaf Hussain stark. Er nahm 1979 an einer Demonstration für gestrandete Pakistaner am Mazar-e-Quaid teil. Er wurde während der Demonstration festgenommen und zu 9 Monaten Haft verurteilt. 1980 wurde er nach Verbüßung der Haftstrafe entlassen. Unruhen in weiten Teilen von Karatschi steigerten die Popularität der MQM und Altaf Hussains. Die Unruhen prägten die Ideologie der MQM. Altaf Hussain gab am 31. Oktober 1986 seine erste öffentliche Rede. Seine Rede wurde von vielen Menschen besucht. Er wurde nach der Rede wegen Vorwürfen der organisierten Kriminalität festgenommen. Seine Partei forderte die Freilassung von Hussain. Er wurde schließlich im Februar 1987 aus dem Gefängnis entlassen. Die Regierung begann 1987 Anhänger der MQM festzunehmen. Altaf Hussain ließ sich unter der Bedingung festnehmen, dass die Festnahme von seinen Parteimitgliedern aufhört. Altaf Hussain wurde 1988 aus der Haft entlassen. Er veröffentlicht 1987 das Manifest seiner Partei, das deren politische Ideologie enthielt. Die Muhajir sollten nach dem Willen von Altaf Hussain mit den anderen Ethnien Pakistans gleichgestellt werden. Altaf Hussain gab außerdem zu, vom Vorsitzenden der ISI bestochen worden zu sein, um einer Partei beizutreten. Altaf Hussain lehnte das Angebot jedoch ab.